# Archidium yunnanense
Archidium yunnanense är en bladmossart som beskrevs av Theo Albert Arts och Robert Earle Magill 1994. Archidium yunnanense ingår i släktet Archidium och familjen Archidiaceae. Inga underarter finns listade i Catalogue of Life.